# محمد علي آدم الأثيوبي
 محمد بن علي بن آدم بن موسى الإثيوبي الوَلَّوي (1365هـ - 21 صفر 1442هـ) هو محدث فقيه أصولي ونحوي. أخذ العلم عن كثير من علماء بلده، ومنهم والده، والعلامة عبد الباسط بن محمد بن حسن الإثيوبي البُوَرَنّي المِنَاسيّ، وغيرهم من العلماء. حفظ الكثير من متون العلم، والمنظومات العلمية كألفية ابن مالك، وألفية السيوطي في المصطلح، وغيرها من المتون، وبرع في علم المعقول، والمنقول، من نحو، وصرف، وبلاغة، وأصول، ومنطق، وحديث، وفقه، وغيرها من علوم الإسلام.
ثم انتقل إلى مكة المكرمة، وظل يدرّس نهاراً في دار الحديث الخيرية. وقد بذل الشيخ نفسه للعلم، ولطلبته في بلد الله الحرام، وله حلقة علم من بعد صلاة العشاء في المسجد الحرام.
توفي الخميس 8 أكتوبر 2020 الموافق 21 صفر 1442 هـ. ودفن في مقبرة شهداء الحرم في حي الشرائع بمكة.

## مؤلفاته
- شرح سنن النسائي المسمى بذخيرة العقبى في شرح المجتبى، وهو اثنان وأربعون مجلداً، طبع مرتين.
- قرة عين المحتاج في شرح مقدمة مسلم بن الحجاج، مجلدان.
- البحر المحيط الثجاج في شرح صحيح مسلم بن الحجاج، وهو خمسة وأربعون مجلداً.
- مشارق الأنوار الوهاجة، ومطالع الأسرار البهاجة في شرح سنن ابن ماجه، كتبت منه أربع مجلدات.
- قرة العين في تلخيص تراجم الصحيحين، مجلد، طبع مرتين.
- إسعاف ذوي الوطر في شرح نظم الدرر، شرح «ألفية السيوطي» في المصطلح، مجلدان، طبع ثلاث طبعات.
- نظم شافية الغلل في ألفية العلل.
- مزيل الخلل شرح شافية الغلل المذكور.
- نظم الجوهر النفيس في نظم أسماء ومراتب الموصوفين بالتدليس.
- الجليس الأنيس في شرح الجوهر النفيس المذكور.
- تذكرة الطالبين في ذكر الموضوع وأصناف الوضاعين.
- الجليس الأمين في شرح تذكرة الطالبين المذكور.
- نظم إتحاف أهل السعادة بمعرفة أسباب الشهادة.
- رفع الغين في ثبوت زيادة «وبركاته» في التسليم من الجانبين.
- عمدة المحتاط في نظم أسماء من رُمي من الثقات بالاختلاط.
- عُدّة أولي الاغتباط في شرح عمدة المحتاط المذكور.
- بغية طالب السعادة في شرح إتحاف أهل السعادة بمعرفة أسباب الشهادة.
- إتحاف النبيل بمهمات علم الجرح والتعديل.
- إيضاح السبيل في شرح إتحاف النبيل.
- قصيدة في مدخل شرح النسائي.
- قصيدة في الرد على بكر بن حماد الشاعر المغربي في ذمه علم الحديث وأهله.
- مختصر مجمع الفوائد، ومنبع العوائد بذكر الأثبات والأسانيد المسمّى «مواهب الصمد لعبده محمد».
- فتح القريب المجيب شرح مُدني الحبيب نظم مغني اللبيب في النحو، نظم شيخنا عبد الباسط بن محمد، مجلدان.
- الجليس الصالح النافع شرح الكوكب الساطع في أصول الفقه، مجلد.
- التحفة المرضية نظم في أصول الفقه على طريقة أهل السنة السنيّة في نحو (3072) ثلاثة آلاف واثنين وسبعين بيتاً.
- المنحة الرضية في شرح التحفة المرضية، ثلاث مجلدات.
- نظم مختصر في علم الفرائض.
- فتح الكريم اللطيف، شرح أرجوزة التصريف، شرحٌ لنظم شيخنا عبد الباسط لكتاب المراح في الصرف.
- الفوائد السمية في قواعد وضوابط علميّة.
- قصيدة الرد المُبكي للمجرم الدينماركي.

### أبرز مؤلفاته
1. قرة العين في تلخيص تراجم رجال الصحيحين - في مجلد واحد.
2. شرح سنن النسائي المسمى «ذخيرة العقبى في شرح المجتبى» (ويقع في أربعين مجلدا).
3. شرح سنن ابن ماجه المسمى «مشارق الأنوار الوهاجة ومطالع الأسرار البهاجة».
4. «البحر المحيط الثجاج شرح صحيح مسلم بن الحجاج» (ويقع في خمسين مجلدا).
5. شرح الكوكب الساطع نظم جمع الجوامع.